# Hirebellikatti, Sampgaon
Hirebellikatti là một làng thuộc tehsil Sampgaon, huyện Belgaum, bang Karnataka, Ấn Độ.